# Бријон ан Бароа
Бријон ан Бароа (фр. Brillon-en-Barrois) насеље је и општина у североисточној Француској у региону Лорена, у департману Меза која припада префектури Бар ле Дик.
По подацима из 2011. године у општини је живело 594 становника, а густина насељености је износила 52,33 становника/km². Општина се простире на површини од 11,35 km². Налази се на средњој надморској висини од 245 метара (максималној 278 m, а минималној 185 m).

## Демографија
| 1962. | 1968. | 1975. | 1982. | 1990. | 1999. | 2011. |
| ----- | ----- | ----- | ----- | ----- | ----- | ----- |
| 445   | 448   | 528   | 552   | 630   | 609   | 594   |

График промене броја становника у току последњих година